# Ron Tarquino
Ronald "Ron" Tarquino (ur. 3 marca 1983) – amerykański zapaśnik. Brązowy medalista mistrzostw panamerykańskich w 2005. Zawodnik West Allegheny High School i University of Pittsburgh, potem trener.